# Microtus transcaspicus
Microtus transcaspicus е вид бозайник от семейство Хомякови (Cricetidae).

## Разпространение
Видът е разпространен в Иран и Туркменистан.